# Henri Cosquer
Henri Cosquer (* 1950 in Martigues) ist ein französischer Tiefseetaucher und Berufstaucher. Er ist bekannt als Entdecker der Cosquer-Höhle zwischen 1985 und 1991 in den Calanques von Marseille mit Hunderten von prähistorischen Malereien und Gravuren, die insbesondere Tiere der damaligen Zeit darstellen.

## Biografie
Sein Vater, ein technischer Offizier auf dem französischen Kreuzer Algérie (Selbstversenkung der Vichy-Flotte in Toulon), wechselte später in einen Sektor der Petrochemie. 
Henri Cosquer ist das jüngste Kind von sieben Geschwistern. Er wuchs in Martigues auf, begann mit vier Jahren zu schwimmen und mit zwölf zu tauchen. Nach seinem Militärdienst arbeitete er ebenfalls in der Petrochemie in Martigues.
1985, als er den Tauchclub von Cassis leitete, begann er sich für Unterwasserarchäologie zu begeistern. Cosquer durchsuchte die Calanques de Marseille und entdeckte mit seiner Nichte Sandrine und zwei Freunden (Yann Gogan und Pascale Oriol) die Cosquer-Höhle, eine Grotte, die seitdem seinen Namen trägt. Am 9. Juli 1991 entdeckten sie eine Höhlenmalerei, eine Negativhand und identifizierten die Höhle als verzierte Höhle aus dem Paläolithikum.
Am 1. September 1991, zwei Monate nach der Entdeckung, ereignete sich in der Höhle ein tödlicher Dreifachunfall. Drei Taucher aus Grenoble finden den Ausgang des Zugangsarms (175 m) nicht mehr. Henri Cosquer und Yann Gogan beteiligen sich an der Bergung der Leichen der drei Opfer aus dem Arm. Zwei Tage später, am 3. September 1991, meldete Henri Cosquer die Höhle beim Quartier des affaires maritimes in Marseille in Begleitung eines Anwalts an.
Er versucht, für seine Entdeckung entschädigt zu werden, wie es ihm das französische Recht zur Präventivarchäologie. Am 15. März 2017 meldete Henri Cosquer den Namen Grotte Cosquer beim Institut national de la propriété industrielle (INPI) an. Im Jahr 2018 kauft ihm die Region Provence-Alpes-Côte d’Azur den Namen für 25000 Euro ab. Der Entdecker erhält 20 Jahre lang zehn Cent (ohne Steuern) für jeden Eintritt in die Nachbildung, Cosquer Méditerranée. Sie wurde am 4. Juni 2022 für die Öffentlichkeit zugänglich gemacht.

## Werke
- Die Cosquer-Höhle: Plongée dans la Préhistoire (Eintauchen in die Vorgeschichte), éd. Solar, 1992.